# Kobayashi Masamitsu
Masamitsu Kobayashi (sinh ngày 13 tháng 4 năm 1978) là một cầu thủ bóng đá người Nhật Bản.

## Sự nghiệp câu lạc bộ
Masamitsu Kobayashi đã từng chơi cho FC Tokyo, Sagan Tosu và Tochigi SC.